# Радзивилл, Доминик Иероним
Князь Домини́к Иеро́ним Радзиви́лл (пол. Dominik Hieronim Radziwiłł; 4 августа 1786, Бяла-Подляска — 11 ноября 1813, Лаутереккен) — XI ординат несвижский, владелец имений Радзивиллов в Несвиже, Мире, Слуцке, Копыле, Олыке, Биржах, Дубинках. Последний представитель несвижской ветви Радзивиллов по мужской линии. С 1804 года — камергер Русского Императорского двора. В 1810 году в чине полковника вступил в армию Варшавского герцогства. Командовал 8-м уланским полком, майор, заместитель командира Полка польских улан Императорской гвардии. Во время Отечественной войны 1812 года и Войны шестой коалиции сражался на стороне Наполеона, стал его адъютантом.

## Биография

### Ранние годы
Родился 4 августа 1786 года в Бяла-Подляске в семье подкомория великого литовского и ордината клецкого князя Иеронима Винцента Радзивилла (1759—1786), младшего брата воеводы виленского и X ордината несвижского Кароля Станислава Радзивилла «Пане-Коханку», и принцессы Софии Фридерики Турн-и-Таксис, троюродной сестры русской императрицы Марии Фёдоровны. Кароль Станислав Радзивилл, у которого оба брака были бездетными, записал ещё при жизни Несвижскую и Олыкскую ординации на своего племянника, который после внезапной смерти отца (18 сентября 1786 года) находился под его опекой.
После смерти Кароля Станислава Радзивилла в 1790 году ординация управлялась двумя опекунами — князьями Мацеем и Михаилом Иеронимом Радзивилами, которые вели борьбу за единоличную опеку на малолетним Домиником. Помимо них, в борьбу за огромные владения малолетнего князя активно включился и князь Юзеф Николай Радзивилл. В 1793 году эта борьба, при поддержке матери Доминика, закончилась победой Михаила Иеронима Радзивилла, который до совершеннолетия Доминика стал его опекуном.
Мать князя Доминика повторно вышла замуж, и вторую половину 1790-х годов Радзивилл находился в Галиции, во владениях отчима.
После смерти матери в 1800 году представители трёх государств (России, Пруссии, Австрии), на территории которых были разбросаны владения Доминика Радзивилла, смогли выработать новые условия опеки, согласно которым, владения оставались в руках Михаила Иеронима Радзивилла, а воспитание князя, под давлением Вены, было поручено князю Адаму Казимиру Чарторыйскому, который в 1801 году взял его к себе в Пулавы.
Доминик Иероним получил домашнее образование, его воспитателем был один из основателей польского сентиментализма поэт Францишек Карпиньский.

### Прибытие в Российскую империю. Возрождение родового гнезда

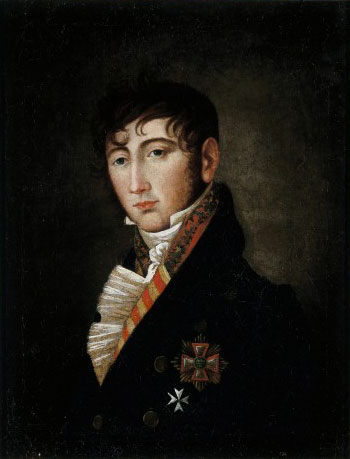

В 1804 году, по достижении совершеннолетия, князь Доминик Радзивилл перед литовским генерал-губернатором принёс присягу, после чего поехал в Петербург, где его тепло принял император Александр I. В Петербурге Радзивилл получил в своё распоряжение обширные владения с населением более 120 тысяч душ. Кроме того, ему был пожалован придворный чин камергера.
В 1805 году Радзивилл вернулся в Несвиж и начал возрождать родовое гнездо, которое находилось в крайне плачевном состоянии. Были построены кирпичный завод и новые мельницы. Также были снивелираваны фортификационные сооружения города, построенные ещё при князе Николае Христофоре Радзивилле «Сиротке». Был заново отремонтирован замок, в городе строились новые магазины, гостиницы, рестораны, почта, улицы были вымощены камнем, началась реставрация дворца в Альбе, иезуитская гимназия была передана доминиканцам. Современники, по свидетельству Владислава Сырокомили, называли Несвиж начала XIX века «малой Варшавой».

### Финансовые проблемы
Однако работы по восстановлению Несвижа и роскошная жизнь, по свидетельству современников, в конюшнях Доминика было 300 лошадей, которые стоили миллион рублей, создали огромный долг, который значительно ухудшил финансовое положение князя. Уже в 1805 году император Александр I своим указом повелел Второму департаменту виленского суда разобраться с его владениями. В 1810 году долг князя размером в 385 тысяч червонцев был рассрочен на 10 лет. Чтобы уменьшить долговой пресс, Доминик Радзивилл продал имение Радзивиллов в Биржах за 2820 тысяч злотых графу Михаилу Тышкевичу.
1 июля 1810 года Доминик Радзивилл смог выплатить лишь первый платёж по долгам, а уже с выплатой второго 31 декабря того же года возникли проблемы. Поэтому в марте 1811 года император Александр I предписал минскому губернатору взять имения князя Радзивилла в казённое управление. Более того, когда в том же месяце Доминик Иероним Радзивилл собрался выехать вместе с дочерью Стефанией в Карлсбад на воды, то русское правительство связало своё решение о выдаче паспорта для Стефании с выплатой долга. А если Радзивилл покинет Россию вопреки воле императора, то в наказание в сентябре 1811 года состоится секвестр его имений на территории империи.

### На стороне Наполеона

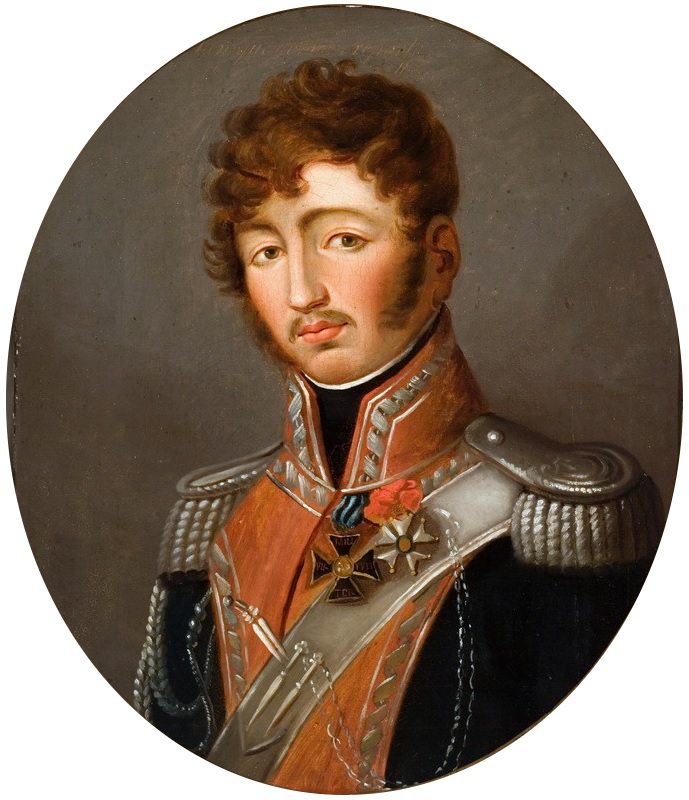

Повышенный интерес к личности Доминика Иеронима Радзивилла у петербургских властей был вызван и его политическими взглядами. Ещё в 1810 году князь поступил в чине полковника на военную службу в Варшавском герцогстве. 1 апреля 1811 году стал командиром экипированного им за свой счёт 8-го уланского полка. На эти цели Доминик Радзивилл не жалел денег: на армию Варшавского герцогства он выделил 180 тысяч злотых, а на организацию военного образования в герцогстве ещё 36 тысяч злотых и предоставил 100 лошадей.
В 1812 году стало ясно, что войны между Наполеоновской Францией и Россией не избежать. Поэтому, желая привлечь на свою сторону магнатерию и шляхту бывшей Речи Посполитой, возрождение которой обещал Наполеон Бонапарт после разгрома России, Радзивилл был сторонником возрождения Речи Посполитой в границах 1772 года и выступил на стороне Наполеона против России. Переходу на сторону Наполеона способствовало и стремление Радзивилла избежать платежей в российскую казну и конфискации имущества.
В самом начале войны, 28 июня 1812 года 8-й уланский полк под командованием Доминика Радзивилла первым из наполеоновских войск вошёл в Вильно, что носило символический смысл: в столицу Великого княжества Литовского первым вступил представитель одного из древнейших родов Княжества. Отличился в сражениях под Смоленском и Бородино. Существует мнение, что именно Радзивилл указал Наполеону место для переправы на реке Березина у деревни Студёнка (ныне Борисовский район Минской области), что и спасло французского императора от плена, а остатки его армии от полного уничтожения в сражении на Березине .
В октябре 1812 года, когда 8-й уланский полк был практически весь уничтожен, Радзивилл в чине майора был назначен заместителем командира Полка польских улан Императорской гвардии, проводил кампанию в Германии во главе части полка вплоть до своей смерти 11 ноября 1813 года после получения ранения в Ханау.
После кампании 1812 года Радзивилл продолжал служить Наполеону. На предложение князя Адама Ежи Чарторыйского воспользоваться предоставленной Александром I амнистией и вернуться в Несвиж, он ответил: «Моё место во главе моего полка, а не в Несвиже».
В 1813 году князь Радзивилл принимал в составе французских войск участие в сражениях под Лютценом, Дрезденом, Лейпцигом. Его храбрость высоко оценивали Наполеон и Мюрат.
Радзивилл оставался верен Наполеону до конца. Осенью 1813 года, когда после битвы под Лейпцигом стало окончательно ясно, что Франция проиграет войну, началось массовое дезертирство поляков из армии императора, Наполеон, встретив группу польских офицеров, среди которых был и Радзивилл, спросил у князя: «И ты тоже хочешь бросить меня?» На что князь Радзивилл ответил: «Ах, Сир! За кого вы меня принимаете?!» В бою при Хаунау князь Радзивилл был тяжело ранен. 11 ноября 1813 года умер от ран в пфальцском городе Лаутереккен.

### Награды
- Орден «Virtuti Militari», рыцарский крест (Варшавское герцогство, ок. 1812/13)
- Орден Почётного легиона, кавалер (Французская империя, 1812)
- Орден Святого Губерта (Королевство Бавария, 1811)
- Мальтийский крест

### Личная жизнь
Весной 1806 года у молодого князя вспыхнул роман с 15-летней Теофилой Моравской (1791—1828), женой графа Юзефа Старженского, которая приходилось 22-летнему князю двоюродной сестрой. Роман развивался очень быстро, уже осенью Теофила бросила мужа и перебралась в Несвиж. 

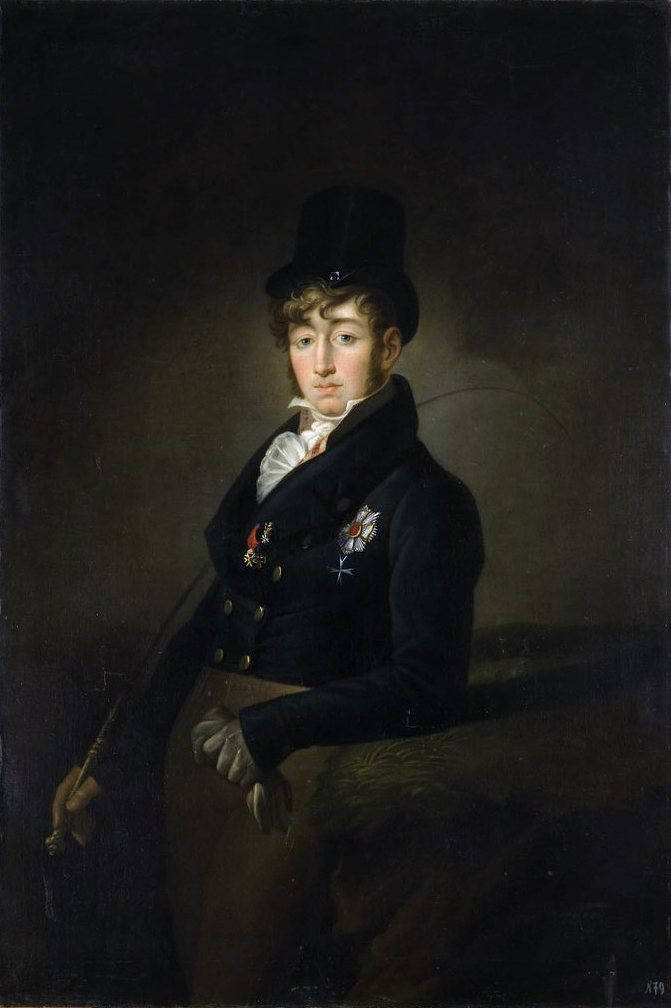

Родственники князя решили женить Доминика на 16-летней графине Изабелле Мнишек. Свадьба состоялась 3 февраля 1807 года, и княжна Изабелла стала хозяйкой Несвижского замка, в котором, в роскошных покоях, продолжала жить и Теофила. Через две недели после свадьбы Доминик отправил молодую жену к родителям, а сам поехал с Теофилой сначала в Варшаву, а затем в Австрию. Существует легенда, что Доминик Радзивилл бежал прямо с собственной свадьбы. 29 февраля 1808 года в Граце (по другим данным 27 февраля 1807 года в Несвиже) у Теофилы родился сын Александр Доминик, который считался незаконнорождённым, так как его родители не получили ещё развода со своими первыми супругами. Только в 1822 году он был признан Радзивиллом, но в Российской империи не согласились с этим решением.
Бракоразводный процесс стоил князю 2 миллиона злотых и закончился в начале 1809 года. 15 марта 1809 года в Минске (в монастыре бернардинцев, в костёле Святого Иосифа) состоялась свадьба Доминика Иеронима Радзивилла и Теофилы Моравской.
В 1813 году Доминик Радзивилл погиб в сражении при Ханау. Уже спустя четыре месяца его вдова завязала в Варшаве роман с бывшим адъютантом Понятовского флигель-адъютантом Александра I Артуром Потоцким. Дело шло к свадьбе, но знакомство с фаворитом императора Александра генерал-адъютантом Александром Чернышёвым изменило её планы. В 1816 году Теофила Моравская вышла замуж за графа Чёрнышёва. В 1819 году оставила мужа и уехала в Париж с молодым красавцем Безобразовым. В 1821 году граф Чернышёв добился развода. Умерла от чахотки в Париже.
В браке у Доминика и Теофилы родилась дочь Стефания (1809—1832). После смерти отца её взяла на воспитание троюродная сестра её бабушки — вдовствующая императрица Мария Фёдоровна. С пятилетнего возраста она двенадцать лет воспитывалась в Екатерининском институте. Дружила с Александрой Россет. В 1826 году была пожалована во фрейлины Императорский двора. В апреле 1828 года вышла замуж за графа Витгенштейна. Посажённой матерью на свадьбе, которая проходила в Зимнем Дворце, была вдовствующая императрица Мария Фёдоровна. В браке у Льва и Стефании родились дочь Мария и сын Пётр. Ей посвящали стихи Пушкин и Козлов. Умерла от чахотки в Эмсе. Над её могилой, в усадьбе Дружноселье, по проекту архитектора Александра Брюллова, был основан костёл Святой Стефании.

### Судьба владений князя
За участие князя Доминика Иеронима Радзивилл в войне на стороне Наполеона, его имения были секвестированны. Несвижская и Олыкская ординации, по указу Александра I были переданы князю Антонию Генриху Радзивиллу. Дочь князя Доминика Иеронима Стефания, получила в наследство имения, которые не входили в состав Несвижской ординации, а были приобретены Радзивиллами позднее: это были владения, находившееся в Ковенской, Гродненской, Минской и Витебской губерниях.

### Доминик Иероним Радзивилл и легенда о сокровищах Радзивиллов
Существует легенда, что во время отступления наполеоновской армии из России князь Радзивилл появился в Несвижском замке всего лишь на несколько часов, и успел отдать распоряжение своему эконому: немедленно спрятать княжескую сокровищницу. Слуга сумел выполнить приказ князя, спрятав баснословные богатства в оговоренный «скарбец» (тайник) и взорвал подземный ход, ведущий в него. Вступившие в Несвиж русские войска под руководством адмирала П. В. Чичагова, знали про тайник и пытались его отыскать. Радзивилловского эконома подвергли страшным пыткам, но не добились от него ни слова, повесили во дворе замка. По преданиям богатства составляли сотни пудов золота, множество золотых предметов, драгоценные коллекции оружия, книг, бриллиантов, и, самое загадочное — скульптуры в человеческий рост изображения двенадцати апостолов из золота и серебра, усыпанных драгоценными камнями. Загадочный тайник ищут уже двести лет, но до сих пор безрезультатно.
По другой версии, когда армия Наполеона начала отступление из России, Доминик Иероним Радзивилл направил письмо управляющему замком Альберту Бургельскому с указанием спрятать все родовые сокровища. 30 ноября в город вошёл полк Кнорринга из корпуса С. А. Тучкова. Местные жители, предположительно евреи, рассказали о богатствах Радзивиллов. Кнорринг начал допрашивать Бургельского, желая узнать, куда он спрятал сокровища. В это же время в город приехал Тучков, по приказу которого слуг Радзивиллов начали избивать, чтобы узнать, куда были спрятаны сокровища. В конце концов Бургельский показал Кноррингу и Тучкову, где он спрятал сокровища Радзивиллов.
По третьей версии, о сокровищах русские узнали из перехваченного под Миром письма, которое Бургельский послал с гонцом к князю, в котором сообщал о спрятанных сокровищах.
Тучков попытался присвоить часть богатств себе, но об этом стало известно командующему Дунайской армией адмиралу Чичагову, который потребовал от Тучкова вернуть драгоценности. Для учёта всех ценностей замка была составлена специальная комиссия из генералов и старших офицеров. Для вывоза всех ценностей понадобилось десять подвод. Несвижские коллекции монет и медалей (в общей сложности 12 209 штук) попали в Харьковский университет, религиозная утварь — в Москву, но основная часть вывезенных предметов попала в императорскую коллекцию и в Эрмитаж. Местонахождение ещё 60 пудов разных ценностей не выяснено.

## Доминик Иероним Радзивилл в документах
В «Национальном историческом архиве Беларуси» (НИАБ) сохранились некоторые документы относительно Доминика Иеронима Радзивилла. Вот некоторые из них:
- Документы, относящиеся к опеке над малолетним кн. Домиником Радзивиллом: юридические материалы по вопросам утверждения его наследственных правах на разные имения, находившиеся в пределах Австрийской империи; копия решения Главного Трибунала ВКЛ от I.VI.1791 г. об установлении кн. Матвея Радзивилла опекуном малолетнего кн. Доминика Радзивилла и др.. (дело № 293)
- Судебные решения прусских судебных органов об утверждении наследственных прав малолетнего кн. Доминика Радзивилла на недвижимое имущество. (дело № 294)
- Документы по тяжбе кн. Доминика Радзивилла и кн. Михаила-Геронима Радзивилла об имениях, принадлежавших умершему Мартину Радзивиллу, расположенных в Пруссии и Российской империи. (дело № 299)
- Книга копий сделок поверенного кн. Доминика Радзивилла в Галицийских имениях Грушецкого. (дело № 303)